# 월계중학교 (서울)
월계중학교(月溪中學校)는 대한민국 서울특별시 노원구 월계동에 있는 공립 중학교이다.

## 학교 연혁
- 1980년 4월 9일 : 월계중학교 설립인가
- 1981년 3월 1일 : 초대 류응렬 교장 취임
- 1984년 2월 14일 : 제1회 졸업 (1,453명)
- 2011년 12월 14일 : 강당 및 체육관(월계관) 개관
- 2023년 1월 5일 : 제40회 졸업(125명)
- 2023년 3월 1일 : 제17대 이지수 교장 취임
- 2023년 3월 2일 : 1학년 98명 입학

## 참고 자료
- 월계중학교 - 한국교육학술정보원 학교알리미